# Преображенское (Тульская область)
Преображенское — деревня в Каменском районе Тульской области России.
В рамках административно-территориального устройства входит в Галицкий сельский округ Каменского района, в рамках организации местного самоуправления включается в Яблоневское сельское поселение.

## География
Расположена на реке Голова (притоке р. Галица), в 14 км к юго-востоку от райцентра, села Архангельское, и в 117 км к югу от областного центра, г. Тулы. 

## Население
| 2002 | 2010 |
| ---- | ---- |
| 176  | ↘172 |